# Lavandula mairei
Lavandula mairei là một loài thực vật có hoa trong họ Hoa môi. Loài này được Humbert mô tả khoa học đầu tiên năm 1927.